# مجموعة الحركة

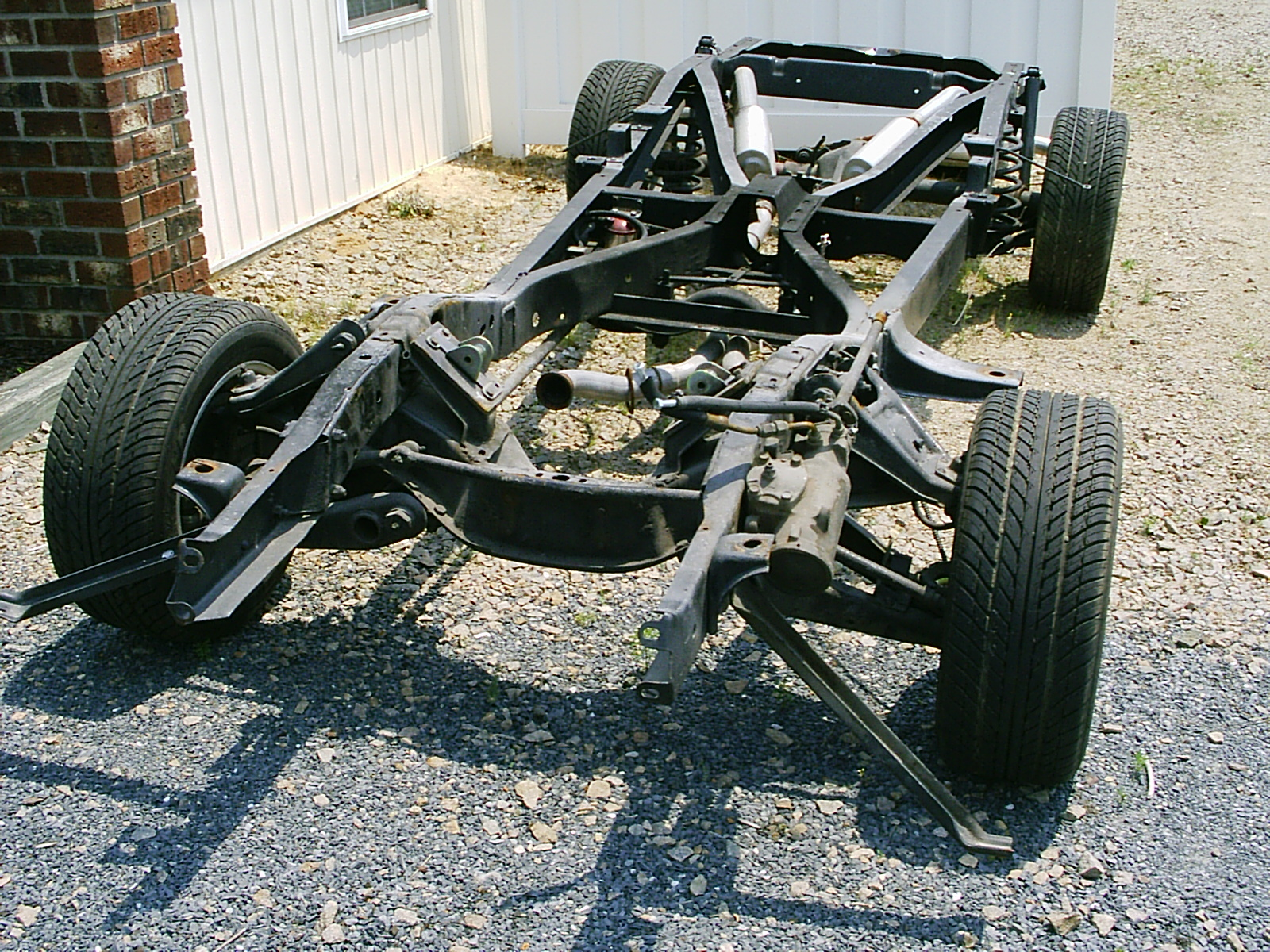
مجموعة الحركة من دون المقصورة.

مجموعة الحركة  في السيارة (بالإنجليزية: Running gear)‏ هي القاعدة المتحركة في جميع أنواع السيارات والشاحنات التي تمثل القاعدة الأساسية في بنيتها وتحملها العجلات لتسير على الطريق. من فوقها توجد المقصورة التي يجلس فيها سائق السيارة والركاب.

## مركبات
بجانب المحرك تعتبر مجموعة الحركة من أساسيات بناء السيارات، وتتكون مجموعة الحركة من العجلات، حاملات العجلات، كراسي العجلات، الفرملة، تعليق العجلات، ممتصات الصدمات، وما ينتمي إليها من قضيب موازنة، مخمد، وجهاز توجيه.

### عجلات
تتكون عجلة المركبة من إطار من المطاط مثبت على طوق معدني ونجمة العجلة أو أسلاك العجلة. يتم تثبيت العجلة على السرة بواسطة مسامير قلاووظ.
العجلات هي نقاط ارتكاز مجموعة الحركة مع الطريق. وهي تؤثر على طريقة حركة السيارة، وهي ليست محملة على نباضات ولهذا فهي تكون خفيفة. ونظرا لما تتعرض إليه العجلات من اجهاد فهي تحتاج إلى مواصفات خاصة من جهة التماسك ومرونة الإطارات ونقشة الإطارات. إطارات العجلات يجب أن تناسب السير في جميع الأجواء، في المطر أو على الجليد. ولهذا تستبدل إطارات السيارات في البلاد الباردة، فهناك إطارات للصيف وإطارات للشتاء؛ تؤمن إطارات الشتاء عدم الانزلاق على الجليد.

### تعليق العجلات

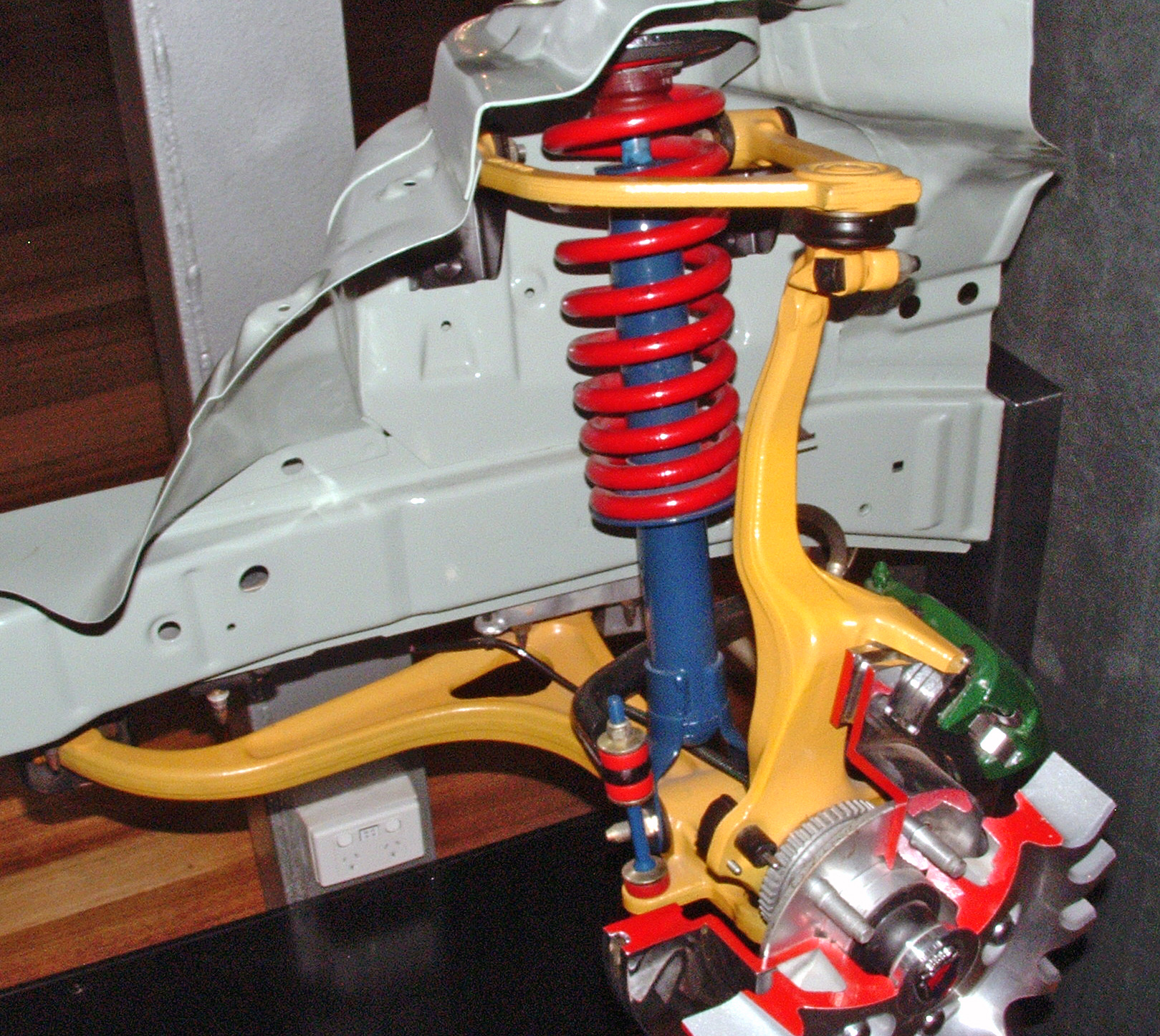
تعليق العجلة : وفيه (أصفر) موجه عرضي مزدوج أعلى وأسفل تربطهما ساق محورية (صفراء)، و (أزرق) ممتص صدمات ، و (أحمر) نابض.

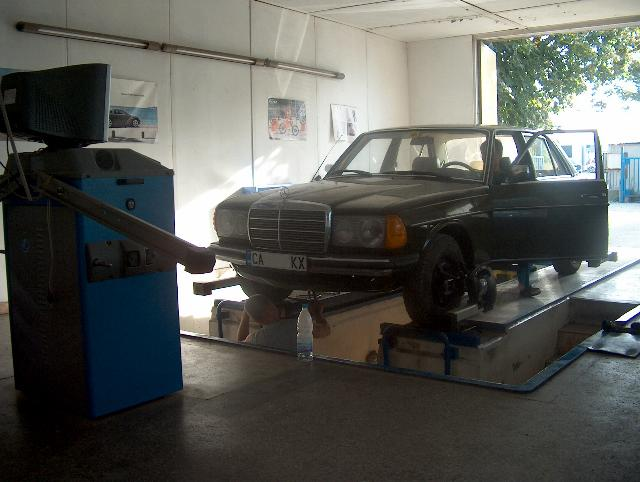
ضبط مجموعة الحركة لسيارة ملاكي.

يتكون تعليق العجلة من جميع الأجزاء الرابطة المتحركة بين العجلات وقاعدة السيارة. ويقوم التعليق بتوصيل قوى التوجيه وقوى الكبج وقوى التسريع.

### التوجيه
عن طريق جهاز التوجيه يمكن توجيه سير المركبة في جميع الاتجاهات المرادة. تتخذ العجلات في كل حركة توجيه وضعا جديدا من خلال مجموعة الحركة على الطريق. ويمكّن معين التوجيه مختلف زوايا السير حيث تكون زاوية انحراف العجلة الداخلية في مسار منحنى أكبر من زاوية انحراف العجلة الخارجية على المنحنى.

### الفرامل
يجب أن يتم توقيف السيارة عند الكبح من دون انزلاق للعجلات على الطريق. وتقوم فرملة العجلات وجهاز الكبح بعملية نقل قوى الكبح. ويتكون جهاز الكبح من عدة أجزاء تعمل طبقا لإرادة السائق عند خفض السرعة، وللمحافظة على أمان السير، وللمحافظة على سرعة السير. أجزاء الكبح تكون مركبة على مجموعة الحركة وتؤثر مباشرة علي العجلات. كما توجد أنواع منها مصممة تعمل على توصيل الكبح إلى العجلات عن طريق محور.

## اقرأ أيضا
- موجه عرضي
- موجه عرضي مزدوج
- نابض
- عجلة
- صندوق تروس يدوي
- صندوق تروس أتوماتي
- ممتص صدمات
- محرك احتراق داخلي
- خط تركيب